# Ответен удар (2017)
Ответен удар (2017) (на английски: WWE Backlash 2017) е кеч pay-per-view (PPV) турнир и WWE Network събитие, продуцирано от WWE за марката Разбиване.
Провежда се в Allstate Arena в с. Роузмънт (край Чикаго), Илинойс на 21 май 2017 г. Това е тринайсетото събитие в хронологията на Ответен удар и второто едноименно събитие в Allstate Arena от 2001.
Осем мача се провеждат по време на събитието, включително един в предварителното шоу. В главния мач, Джиндър Махал побеждава Ренди Ортън и печели Титлата на WWE, ставайки първия кечист с индийски произход, носител на титлата. Събитието също е известно с телевизионния дебют в главния състав на Шинске Накамура, който побеждава Долф Зиглър.

## Заден план
Събитието включва мачове, получени от сценични сюжети и имат резултати, предварително решени от WWE и марката Разбиване, една от марковите дивизии на WWE. Сюжетите се продуцират по седмичното телевизионно шоу на WWE, Разбиване на живо.
На КечМания 33, Ренди Ортън побеждава Брей Уайът и печели своята девета Титла на WWE. На следващото Разбиване, Уайът предизвиква Ортън на мач в „Къщата на ужасите“ без да залага титлата, който се урежда за турнира на Първична сила Разплата, след като Уайът става част от Първична сила по време на Суперзвездното разменяне. На 18 април, в епизод Разбиване, Джиндър Махал, който е преместен от Първична сила, побеждава Долф Зиглър, Моджо Роули, Ерик Роуън, Люк Харпър и Сами Зейн, който също е преместен от Първична сила, в мач Шесторно предизвикателство и получава мач за Титлата на WWE, уреден за Ответен удар. По време на мача, Махал получава помощ от кечистите от NXT, Боливуд бойз (Гърв Сийра и Харв Сийра), които дебютират в Разбиване с ново име Братя Синг (поотделно Сунил и Самир Синг). На следващата седмица, след като Ортън побеждава Роуън в мач без дисквалификации, Махал и Братята Синг нападат Ортън; Впоследствие Махал открадва Титлата на WWE. На Разплата, 30 април по време на мача между Ортън и Уайът, Синг отново атакуват Ортън, но той успява да ги надвие. Тогава Махал го напада с титлата, коствайки мача му срещу Уайът. На следващия епизод Разбиване, докато Махал се снима с Титлата на WWE, Пълномощника на Разбиване Шейн Макмеън го прекъсва и му взема титлата, която връща на Ортън по-късно. Шейн му урежда мач срещу Зейн, който Махал печели с помощта на Братята Синг. Епизода на 9 май започва с Ортън, който смята, че ще победи Махал на Ответен удар. Махал го прекъсва и твърди, че ще занесе титлата в родната си страна Индия, където ще издигнат негова статуя. След това двамата участват в отборен мач между шестима, където Махал тушира Ортън. На следващата седмица, след като Ортън побеждава Барън Корбин, се появява Махал. Тогава Ортън е нападнат от Братята Синг, но се справя с тях. Накрая Махал прави Крулас на Ортън.
На 11 април, в епизод Първична сила, Шампиона на Съединените щати Кевин Оуенс се премества в Разбиване, по време на Суперзвездното разменяне. Обаче, той вече е уреден да защитава своята титла срещу Крис Джерико на Разплата. Главният мениджър на Разбиване Даниъл Брайън решава, че ако Джерико спечели титлата на Разплата, той също ще се премести в Разбиване. В същия епизод се урежда мач за определяне на нов главен претендент за Титлата на Съединените щати между Ей Джей Стайлс, Сами Зейн и Барън Корбин, които прекъсват Оуенс по време на пристигането си в Разбиване. Стайлс побеждава Корбин и Зейн в мач Тройна заплаха и получава мач за титлата, уреден за Ответен удар. През следващите седмици Стайлс побеждава Корбин в последователни мачове, докато Оуенс коментира. След като Стайлс побеждава Корбин на 25 април, Оуенс напада Стайлс; Впоследствие Корбин помага на Оуенс. Тохава Зейн помага на Стайлс като поваля Корбин, но Оуенс го надвива. След това на Говорейки направо, Корбин атакува Зейн и тика един от съдиите. Той е отстранен за една седмица. На Разплата Джерико побеждава Оуенс и печели Титлата на Съединените щати, премествайки Джерико в Разбиване. На следващия епизод Разбиване, Оуенс побеждава Джерико и отново печели титлата, правейки го защитаващия шампион срещу Стайлс на Ответен удар. След мача, Оуенс побеждава да пребива Джерико, което го изважда от строя. На следващата седмица, Оуенс прекъсва разговора между шампиона на WWE Ренди Ортън и Джиндър Махал, твърдейки че впоследствие ще стане лицето на WWE. Тогава Стайлс излиза на ринга, последван от Зейн, който напада Корбин. Шестимата се сбиват, което довежда до отборен мач между шестима, където Оуенс, Корбин и Махал побеждават Стайлс, Зейн и Ортън. На следващата седмица, Оуенс води своя версия на Незабравими моменти със специален гост Махал, но преди Махал да излезе, Оуенс е прекъснат от Стайлс. Тогава Стайлс губи мач от Махал, след като е нападнат от Оуенс, докато съдията е разсеян от Братята Синг. По-късно същия епизод, Зейн получава мач срещу Корбин на Ответен удар. Тогава Корбин се появява и напада Зейн.
На 11 април, в епизод на Разбиване, Отборните шампиони на Разбиване Братя Усо (Джей и Джими Усо) запазват своите титли срещу Американ алфа (Чад Гейбъл и Джейсън Джордан). След мача Блестящите звезди
(Примо и Епико Колон) стават част от Разбиване като нападат Американ алфа; Блестящите звезди сменят името си на Братя Колон и побеждават Американ алфа на следващата седмица. На 25 април, в епизод на Разбиване, се провеждат два мача за норматив между Американ алфа, Братя Колон, Възкачване (Конър и Виктор) и Брийзанго (Фанданго и Тайлър Брийз). Американ алфа побеждават Колон, но Брийзанго побеждават Възкачването за по-кратко време, получавайки мач за титлите за Ответен удар. На следващата седмица в комедиен сегмент, Брийзанго се обличат като модна полиция и казват, че Усо нарушават много правила, и че ще ги заловят на Ответен удар. В епизода на 9 май, след като Брийзанго побеждават Възкачване, Усо се появяват и твърдят, че ще запазят своите титли на Ответен удар. На следващата седмица, Усо отново излизат да обиждат Брийзанго след тяхната победа срещу Колон.
На 4 април, в епизода Разбиване, Шинске Накамура от NXT прави своя дебют в главния състав, прекъсвайки Миз и Марис, които се местят в Първична сила на следващата седмица. На следващия епизод Разбиване, Накамура прекъсва Долф Зиглър. Зиглър се опитва да направи супер-ритник на Накамура, но Накамура го поваля, карайки го да избяга. На 25 април, в епизода Разбиване, Зиглър прекъсва Накамура по време на интервюто му на ринга с Рене Йънг. След като двамата разменят обиди, Зиглър прави ритник на Накамура, който се възстановява и прави суплекс на Зиглър, който минава под долното въже и отново отстъпва. След това е обявено, че Накамура ще дебютира на ринга на Ответен удар срещу неизвестен опонент. На 2 макй, в епизода Разбиване, Зиглър критикува Пълномощника Шейн Макмеън и Главния мениджър Даниъл Брайън, за това че дават този мач на Накамура, въпреки че все още никога не е участвал в мач на Разбиване. На следващата седмица, Зиглър излиза на ринга, за да говори за своите постижения преди да предизвика Накамура. Накамура извиква съдия, но преди мача им да започне, Зиглър отстъпва и му казва, че ще се бие с него на Ответен удар. Тогава Зиглър го напада, но Накамура надделява. На последното Разбиване преди Ответен удар, Зиглър отрича Накамура като истински противник, след като все още не е направил нищо в главния състав.
На КечМания 33, Наоми печели мач Шесторно предизвикателство и своята втора Титла при жените на Разбиване, и я запазва срещу предишната шампионка Алекса Блис на следващия епизод Разбиване. След Суперзвездното разменяне, Блис и Мики Джеймс се преместват в Първична сила, а Шарлът Светкавицата и Тамина, която е свободна кечистка, се местят в Разбиване. На следващата седмица, Шарлът настоява за мач за титлата. Прекъсната е от шампионката и Пълномощника на Разбиване Шейн Макмеън урежда мач без заложба на титлата между двете, който Шарлът печели, получавайки мач за титлата. Това вбесява Наталия, Тамина и Кармела (с Джеймс Елсуърт), които смятат, че те заслужават този шанс за титлата. На следващия епизод, мача за титлата между Шарлът и Наоми приключва, когато са нападнати от Наталия, Тамина и Кармела. На 2 май, Шарлът, която вече е добра, е нападната от трите злодеи, наричайки се Приветстващия комитет, които се опитват да обедят Беки Линч да се присъедини към тях. Тогава Наталия и Кармела побеждават Шарлът и Наоми. След това Беки излиза на ринга, изглеждайки, че ще се присъедини към Приветстващия комитет, но напада и трите, които надделяват. На следващата седмица, по време на мача между Наталия и Беки, Шарлът пречи на Наоми да атакува Тамина, която се намесва в мача, и помага на Наталия да спечели. По-късно, след разговор зад кулисите Шарлът, Беки и Наоми се обединяват, уреждайки мач срещу Приветстващия комитет за Ответен удар. На последното Разбиване преди Ответен удар, шестте жени и Елсуърт се обиждат по време на подписването на договор за мача; впоследствие Кармела побеждава Наоми след разсейване.
На епизода Разбиване след КечМания, Семейство Уайът (Брей Уайът и Ерик Роуън) са победени от шампиона на WWE Ренди Ортън и бивш член на семейството Люк Харпър. На следващата седмица, Уайът се мести в Първична сила по време на Суперзвездното разменяне, разделяйки Семейството. Роуън и Харпър участват в претендентския мач Шесторно предизвикателство за Титлата на WWE, но нито един не пелели. На 9 май в епизода Разбиване, Роуън побеждава Харпър в индивидуален мач. На следващата седмица, на Говорейки направо, Роуън казва, че не харесва това, че Харпър е напуснал Семейство Уайът. Въпреки че го е победил в предишния епизод, Роуън добавя, че Харпър заслужава още наказание и настоява за мач срещу него на Ответен удар, който Пълномощника Шейн Макмеън урежда.
На 4 април, в епизода Разбиване, Тай Дилинджър от NXT прави своя дебют в главния състав, побеждавайки Кърт Хокинс, който е преместен в Първична сила на следващата седмица. На 11 април, бившия Водевилан Ейдън Инглиш започва соло кариера, но е победен от Дилинджър, който го побеждава и на следващата седмица. На 16 май, мач между Дилинджър и Инглиш е уреден за предварителното шоу на Ответен удар.

## Резултати
| №                                                                                     | Резултати | Правила                                                | Време |
| ------------------------------------------------------------------------------------- | --- | ------------------------------------------------------ | ----- |
| 1П                                                                                    | Тай Дилинджър побеждава Ейдън Инглиш                                                                                                  | Индивидуален мач                                       | 8:20  |
| 2                                                                                     | Шинске Накамура побеждава Долф Зиглър                                                                                                 | Индивидуален мач                                       | 15:50 |
| 3                                                                                     | Братя Усо (Джими Усо и Джей Усо) (ш) побеждават Брийзанго (Тайлър Брийз И Фанданго)                                                   | Отборен мач за Отборните титли на Разбиване            | 9:15  |
| 4                                                                                     | Сами Зейн побеждава Барън Корбин | Индивидуален мач                                       | 14:35 |
| 5                                                                                     | Приветстващия комитет (Наталия, Тамина и Кармела) (с Джеймс Елсуърт) побеждават Шарлът Светкавицата, Беки Линч и Наоми чрез предаване | Отборен мач между шест жени                            | 10:05 |
| 6                                                                                     | Кевин Оуенс (ш) побеждава Ей Джей Стайлс чрез отброяване                                                                              | Индивидуален мач за Титлата на Съединените щати на WWE | 21:10 |
| 7                                                                                     | Люк Харпър побеждава Ерик Роуън | Индивидуален мач                                       | 9:00  |
| 8                                                                                     | Джиндър Махал (със Самир Синг и Сунил Синг) побеждава Ренди Ортън (ш)                                                                 | Индивидуален мач за Титлата на WWE                     | 15:45 |
| - (ш) – указва шампиона/шампионите в мача - П – показва, че мача се случи преди шоуто | |                                                        |       |